# Adrián Domenech
Pour les articles homonymes, voir Domenech.
Adrián Domenech (né le 25 mars 1959 à Buenos Aires) est un défenseur argentin retiré du football.

## Carrière

### Carrière de footballeur
Adrián Domenech a commencé sa carrière en jouant pour les Argentinos Juniors en 1978.
En 1980 il a joint le Club Atlético Independiente mais il est revenu à Argentinos Juniors en 1982.
Son deuxième passage aux Argentinos Juniors était une période de succès sans précédent, avec deux titres de champions, le titre de Copa Libertadores 1985 et le titre de Copa Interamericana.
Pendant son temps chez Argentinos Domenech a joué 245 matchs en tout et a marqué 7 buts.
Après avoir laissé Argentinos, Domenech a eu de courts passages avec CA Boca Juniors, Gençlerbirliği et avec Club Atlético Platense, où il s'est retiré en 1991.